# Acanthochondria margolisi
Acanthochondria margolisi är en kräftdjursart som beskrevs av Zbigniew Kabata 1984. Acanthochondria margolisi ingår i släktet Acanthochondria och familjen Chondracanthidae. Inga underarter finns listade i Catalogue of Life.